# Protorosaurus

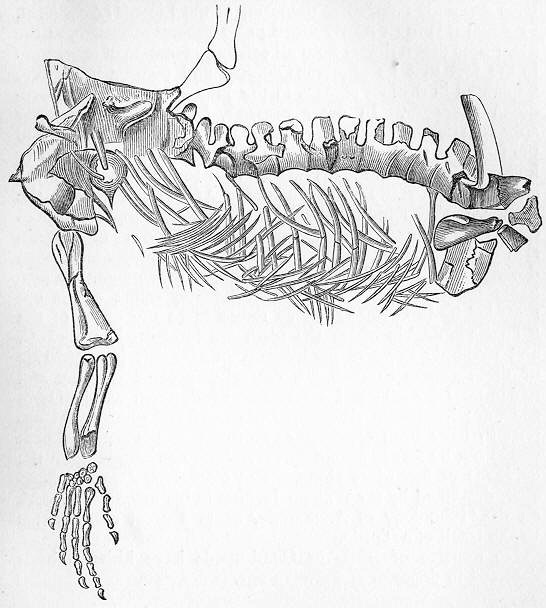
Dibujo del esqueleto incompleto de un Protorosaurus speneri, tal como fue encontrado.

Protorosaurus es un género de saurópsidos (reptiles) del orden Prolacertiformes; es el más primitivo arcosauromorfo que se conoce. Vivió durante finales del período Pérmico en Alemania y alcanzó a medir hasta 2 m de longitud.

## Descripción

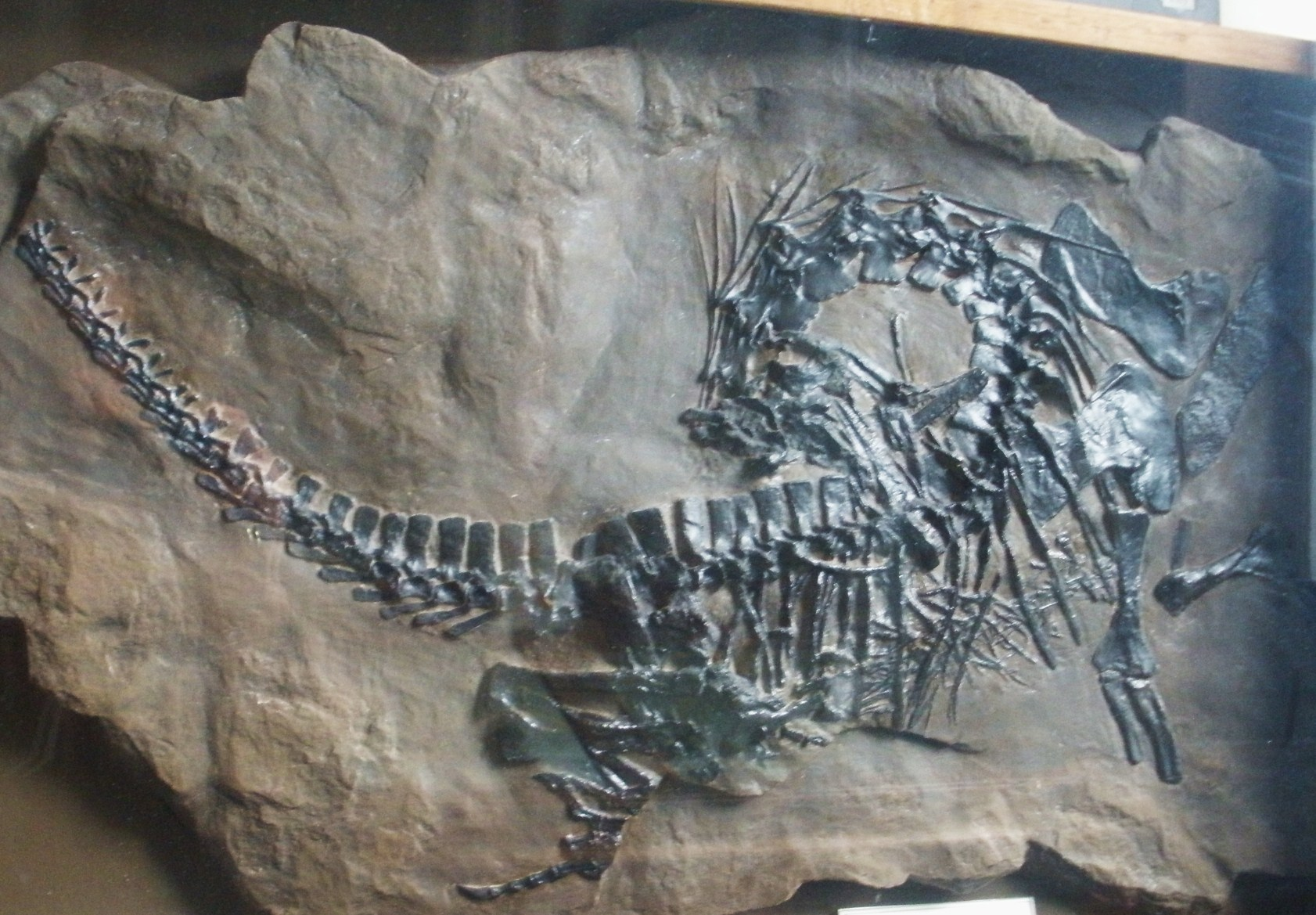
Fósil de Protorosaurus speneri en el Museo de Teyler, en los Países Bajos.

El Protorosaurus llegaba a crecer hasta los 2 metros de longitud, con una forma corporal delgada y similar a la de los lagartos, aunque con patas y cuello más alargados. Esta anatomía sugiere que era de movimientos rápidos, pudiendo alimentarse sobre todo de insectos. Este animal estaba cercanamente relacionado con Czatkowiella del Triásico Inferior de Polonia.

## Clasificación
En 1914, un nuevo dinosaurio ceratopsiano fue encontrado por Lawrence Lambe que le dio un nombre ya usado de Protorosaurus ("antes del Torosaurus"). Cuando Lambe notó que ya había sido usado tal apelativo, lo renombró a este ceratopsiano como Chasmosaurus.
En el geoparque de Paleorrota, Rio Grande do Sul, en Brasil, se hallaron 3 vértebras y algunos huesos de este animal.